# Тюрингия
Тюрингия (нем. Thüringen), официальное название — Свободное государство Тюрингия или Республика Тюрингия (нем. Freistaat Thüringen, произношениео файле) — земля в восточной части Германии. 
Тюрингия известна как «Зелёное сердце Германии». Столица — город Эрфурт. Наряду c Саксонией является одной из наиболее экономически развитых федеральных земель на востоке Германии (в бывшей Германской Демократической Республике).

## География
Тюрингия граничит с федеральными землями Гессен (270 км), Бавария (381 км), Саксония (265 км), Саксония-Анхальт (296 км) и Нижняя Саксония (112 км).

## История
Тюрингия — историческая область в Германии. Homo sapiens появились на территории Тюрингии около 45 тыс. л. н. (находки в пещере Ильзенхёле (Ранис). В раннем Средневековье — легендарное королевство, затем герцогство. После этого область была подчинена Каролингами, затем входила в состав Священной Римской империи (во многие периоды — лишь номинально), будучи разделённой между владетельными аристократами, среди которых особо выделялись Веттины Эрнестинской линии.
После 1871 года — в составе Германской империи, однако прежние тюрингские государства пользовались определённой автономией. В Веймарской республике в 1920—1934 годах была регионом со статусом так называемого Свободного государства. В Третьем Рейхе и затем в ГДР фактически не имела автономии. Ныне, в теории — автономный регион (федеральная земля) современной Германии.

### Земля Тюрингия
В XX веке земля Тюрингия впервые появилась на политической карте современной Германии в 1920 году в результате объединения восьми бывших немецких княжеств, до революции самостоятельно входивших в состав Германской империи:
1. Великое герцогство Саксен-Веймар-Эйзенах (районы Веймар и Эйзенах и амт Нойштадт района Гера, городские районы Эйзенах, Веймар и Апольда).
2. Герцогство Саксен-Кобург-Гота (район Гота, городские районы Гота и Целла-Меллис).
3. Герцогство Саксен-Мейнинген (районы Хильдбургхаузен, Зоннеберг, Мейнинген, Заальфельд).
4. Герцогство Саксен-Альтенбург (районы Альтенбург и Штадтрода, амт Роннеберг района Гера, городские районы Альтенбург и Йена).
5. Княжество Шварцбург-Рудольштадт (районы Рудольштадт и амт Франкенхаузен района Зондерхаузен).
6. Княжество Шварцбург-Зондерсгаузен (районы Арнштадт и Зондерхаузен, городской район Арнштадт).
7. Княжество Рейсс старшей линии (район Грейц, городской район Грейц).
8. Княжество Рейсс младшей линии (районы Гера и Шляйц, городской район Гера)

Столицей новой земли стал Веймар.
После Второй мировой войны и упразднения союзниками Прусского государства, в состав земли были включены ряд бывших прусских территорий (Административный округ Эрфурт от провинции Саксония-Анхальт, район Шмалькальден от провинции Гессен-Нассау), столицей земли стал Эрфурт.
В 1949 году Тюрингия вошла в состав Германской Демократической Республики (ГДР). В 1950 году районы Лангензальца и Вайсензе были присоединены к району Зондерхаузен, Шмалькальден к району Зуль, из района Штадтрода был выделен район Йена, а оставшаяся часть была присоединена к району Гера. В 1952 году, в ходе проводившейся в ГДР административной реформы, земля Тюрингия была упразднена и разделена на административные округа Эрфурт, Гера и Зуль.
В 1990 году после объединения Германии Тюрингия была восстановлена в качестве федеральной земли.

### Советские войска в Тюрингии
После окончания Великой Отечественной войны, во многих городах Тюрингии дислоцировалась 8-я гвардейская общевойсковая армия, входившая в состав Группы советских войск в Германии. Например, в городах Ордруф, Гота и Майнинген располагались части 39-й гвардейской мотострелковой дивизии. 8-я армия была выведена к 1994 году в соответствии с Договором об окончательном урегулировании в отношении Германии.

## Государственный строй
Законодательный орган — Тюрингенский ландтаг (нем. Thüringer Landtag), избираемый населением, исполнительный орган — Тюрингенское земельное правительство (Thüringische Landesregierung), состоящее из премьер-министра земли Тюрингия и министров земли Тюрингия. Исполнительным органом до 1934 года было государственное министерство (Staatsministerium, штатс-министерство), состоявшее из членов земельного правительства (Mitglieder der Landesregierung), орган конституционного надзора — Тюрингенский конституционный суд (Thüringer Verfassungsgerichtshof), высшая судебная инстанция — Тюрингенский высший земельный суд (Thüringer Oberlandesgericht), высшая судебная инстанция административной юстиции — Тюрингенский высший административный суд (Thüringer Oberverwaltungsgericht).
С 2004 года премьер-министром Тюрингии был Дитер Альтхаус (ХДС). 30 августа 2009 года состоялись очередные выборы в ландтаг, в ходе которых ХДС потерял своё лидирующее положение в местном парламенте. Дитер Альтхаус был вынужден уйти со своего поста. 19 октября 2009 между ХДС и СДПГ было заключено соглашение о создании коалиционного правительства. Новым лидером ХДС стала Кристина Либеркнехт, которая займёт пост премьер-министра Тюрингии.
На выборах в Ландтаг Тюрингии 27 октября Левые набрали 31 % голосов (29 мест), Альтернатива для Германии — 23 % голосов (22 место), ХДС — 21 % голосов (21 место), СДП — 8, а Зелёные и СвДП по 5 мест.

## Административное деление
Территория Тюрингии делится на районы (нем. Landkreis) и внерайонные (приравненные к районам) города (нем. Kreisfreie Stadt). Районы в свою очередь включают города (нем. Stadt) и общины (нем. Gemeinde), города — местные кварталы (нем. Ortsteil), а общины —  местечки (нем. Ortschaft).

### Районы и внерайонные города
- Районы (Landkreise):

| 1. Альтенбург 2. Айхсфельд 3. Гота 4. Грайц 5. Хильдбургхаузен 6. Ильм | 1. Кифхойзер 2. Нордхаузен 3. Заале-Хольцланд 4. Заале-Орла 5. Заальфельд-Рудольштадт 6. Шмалькальден-Майнинген | 1. Зёммерда 2. Зоннеберг 3. Унструт-Хайних 4. Вартбург 5. Ваймарер-Ланд |

Административная карта земли Тюрингия

- Города, приравненные к районам (Kreisfreie Städte):

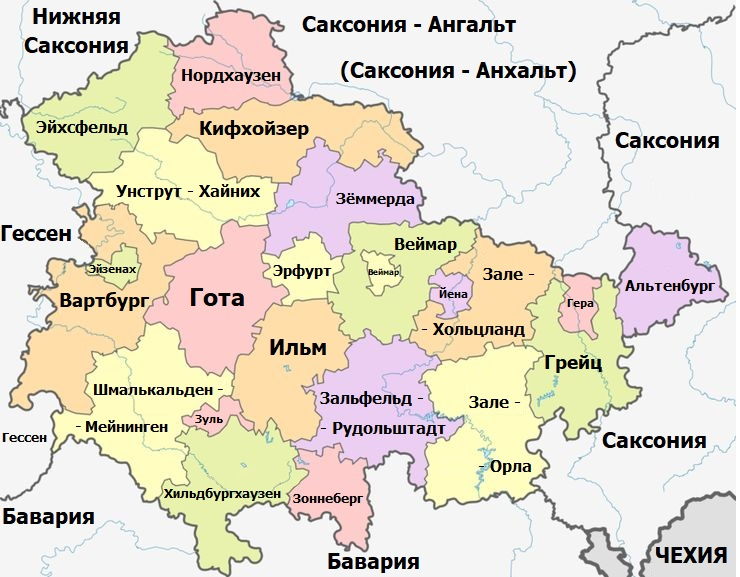
Тюрингия, административное деление

  - Айзенах (EA)
  - Веймар (WE)
  - Тюрингия, административное делениеГера (G)
  - Зуль (SHL)
  - Йена (J)
  - Эрфурт (EF)

### История административного деления
В рамках ГДР, в 1952—1990 годах территория Тюрингии представляла собой три округа: Гера, Зуль и Эрфурт.

### Местные органы государственной власти
Представительные органы районов — крейстаги (нем. Kreistag), состоящие из ландрата, который ведёт заседания, и членов крейстага (Kreistagsmitglied), избираемых населением по пропорциональной системе с открытым списком, исполнительную власть в районах осуществляют ландраты, избираемые населением.
Представительные органы городов — штадтраты (Stadtrat), состоящие из обер-бургомистра (Oberbürgermeister), который ведёт заседания, и членов штадтрата (Stadtratsmitglied), избираемых населением по пропорциональной системе с открытым списком, исполнительную власть в городах осуществляют обер-бургомистры, избираемые населением.
Представительные органы общин — гемайндераты (Gemeinderat), состоящий из бургомистра (Bürgermeister), который ведёт заседания, и членов гемайндерата (Gemeinderatsmitglied), избираемых населением по пропорциональной системе с открытым списком, исполнительную власть в общинах осуществляют бургомистры, избираемые населением.
Представительные органы местных кварталов — местные квартальные советы (Ortsteilrat), исполнительные — местные квартальные бургомистры (Ortsteilbürgermeister).
Представительные органы местечек — советы местечек (Ortschaftsrat), исполнительные — бургомистры местечек (Ortschaftsbuergermeister).

## Регионы-побратимы
Тюрингия имеет партнёрские отношения с:
- Польша: Малопольской провинцией,
- Франция: бывшим районом Пикардия,
- Венгрия,
- Китай: Шэньси,

а также поддерживает дружеские отношения с:
- Россия: Татарстаном,
- Украина: Львовом,
- Франция: Овернь,
- Бразилия: Санта-Катариной.

## Религия
Большинство верующих — лютеране, крупнейшая лютеранская деноминация — Евангелическая Церковь в Центральной Германии (нем. Evangelische Kirche in Mitteldeutschland).

## Финансы
- Задолженность: 6325 € на душу населения (2002)
- Общая задолженность: 15,2 миллиардов. € (2002)

## Наука и образование
Высшие учебные заведения Тюрингии представлены четырьмя университетами и двумя университетами прикладных наук (Fachhochschule).
- Технический университет Ильменау был основан в 1952 году. Техническое образование в Ильменау опирается на многолетние и богатые традиции, начало которым было положено ещё в 1894 году. В университете обучается 6200 студентов по 17 бакалаврским и 22 магистерским специальностям в областях машиностроения, математики, естественных, экономических и социальных наук. Основой университетского обучения и научного образования молодых специалистов является исследование. Университет занимает ведущее положение внутри страны и на международной арене в фундаментальных и прикладных исследованиях.
- Йенский университет имени Фридриха Шиллера был основан в 1558 году курфюрстом Саксонии Иоганом Фридрихом I. На сегодняшний день это крупнейший научно-образовательный центр в Тюрингии и восточной Германии с десятью факультетами и единственным в Тюрингии университетским медицинским центром. В университете учится более 20 000 студентов и работает 340 профессоров. Йенский университет — один из четырёх университетов Германии, входящих в Коимбрскую группу.
- Эрфуртский университет — один из самых старых университетов на территории современной Германии. Изначально был основан в 1379 году, но в 1816 был закрыт и открылся заново только в 1994. Обучение имеет гуманитарную направленность.
- Веймарский университет Баухаус[англ.] был основан в 1910 году. Имеет четыре факультета искусствоведческой и архитектурной направленности. На сегодняшний день количество студентов университета составляет приблизительно 4000.
- Веймарская Высшая школа музыки имени Листа была открыта в 1872 году Карлом Мюллерхартунгом. Школа предоставляет программы по всем оркестровым музыкальным инструментам, фортепиано, вокалу, дирижёрству и композиции.
- Университет прикладных наук Эрфурта[нем.]).
- Йенский университет прикладных наук[нем.]).

## В астрономии
В честь Тюрингии назван астероид (934) Тюрингия, открытый в 1920 году.